# Ram (album)
Ram este un album al lui Paul McCartney și Linda McCartney, lansat în 1971, singurul album creditat cuplului.

## Tracklist
1. "Too Many People" (4:10)
2. "3 Legs" (Paul McCartney) (2:44)
3. "Ram On" (Paul McCartney) (2:26)
4. "Dear Boy" (2:12)
5. "Uncle Albert/Admiral Halsey" (4:49)
6. "Smile Away" (Paul McCartney) (3:51)
7. "Heart of the Country" (2:21)
8. "Monkberry Moon Delight" (5:21)
9. "Eat at Home" (3:18)
10. "Long Haired Lady" (5:54)
11. "Ram On" (Paul McCartney) (0:52)
12. "The Back Seat of My Car" (Paul McCartney) (4:26)

- Toate cântecele au fost scrise și compuse de Paul și Linda McCartney cu excepția celor notate.

## Single-uri
- "Uncle Albert/Admiral Halsey" (1971)
- "The Back Seat of My Car" (1971)
- "Eat at Home" (1971)